# Contern (kommun)
Kommunen Contern (franska: Commune de Contern, luxemburgiska: Gemeng Conter, tyska: Gemeinde Contern) är en kommun i kantonen Luxemburg i södra Luxemburg. Kommunen har 4 177 invånare (2022), på en yta av 20,55 km². Den utgörs av huvudorten Contern samt orterna Medingen, Moutfort och Oetrange.